# Vanja Grubač
Vanja Grubač (* 11. Januar 1971 in Nikšić, SFR Jugoslawien) ist ein ehemaliger montenegrinischer Fußballspieler und Fußballtrainer.

## Karriere

### Als Spieler
Grubač begann 1998 seine Karriere bei FK Sutjeska Nikšić und wechselte anschließend zu OFK Belgrad. Über Pierikos Katerini, Le Havre AC und Sporting Braga wechselte er 1998 in die Bundesliga zum Hamburger SV, wo er nur elf Spiele absolvierte und dabei zwei Tore erzielte. Dabei geriet sein Name in die Schlagzeilen, weil Zvezdan Terzić, der Präsident von OFK Belgrad und dem serbischen Fußball-Bund beim Wechsel von Grubač vom OFK Belgrad zum HSV rund 600.000 Euro unterschlagen haben soll. Im Jahr 2000 ging er zum türkischen Amateurverein Erzurumspor. Er kehrte nach fast jeder Station zum OFK Belgrad zurück und spielte insgesamt fünf Mal für den serbischen Erstligisten. Seine letzten Stationen hießen Dighenis Akritas Morphou aus Griechenland und al-Wakrah SC aus Katar, bevor Grubač seine Karriere beendete.

### Als Trainer
Zwischen 2009 und 2011 war er Co-Trainer beim zyprischen Erstligisten Ethnikos Achnas. Von 2012 bis 2016 war er Co-Trainer Changchun Yatai F.C. in China.